# Barquillo

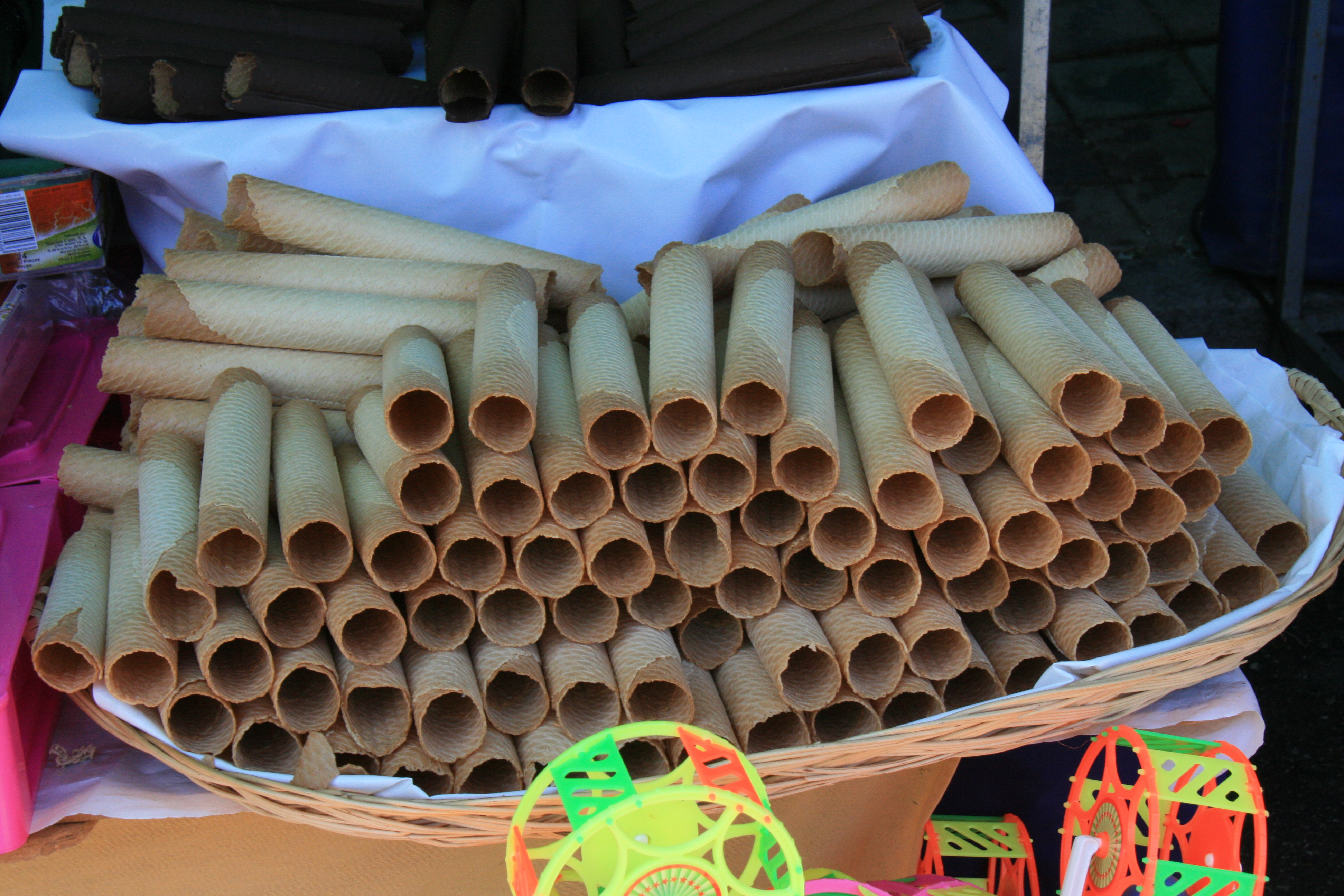
Barquillos en Madrid.

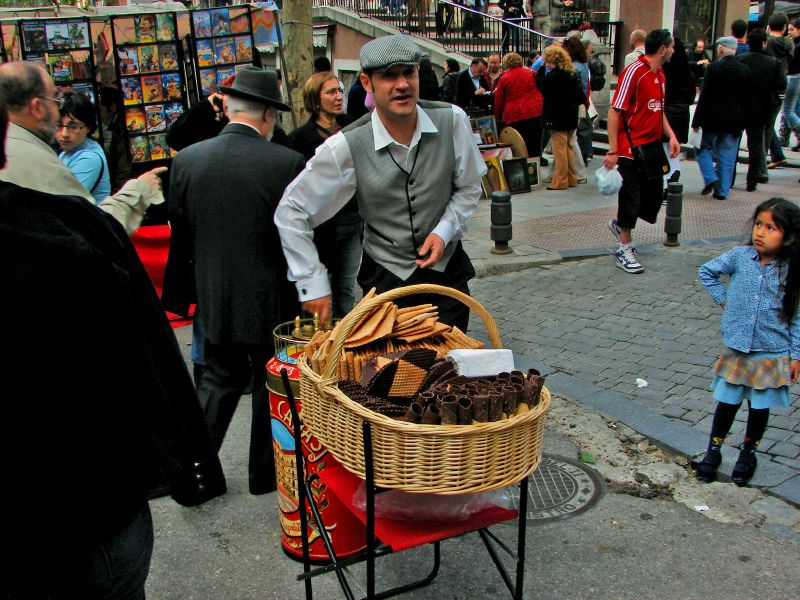
Barquillero vendiendo barquillos en Madrid.

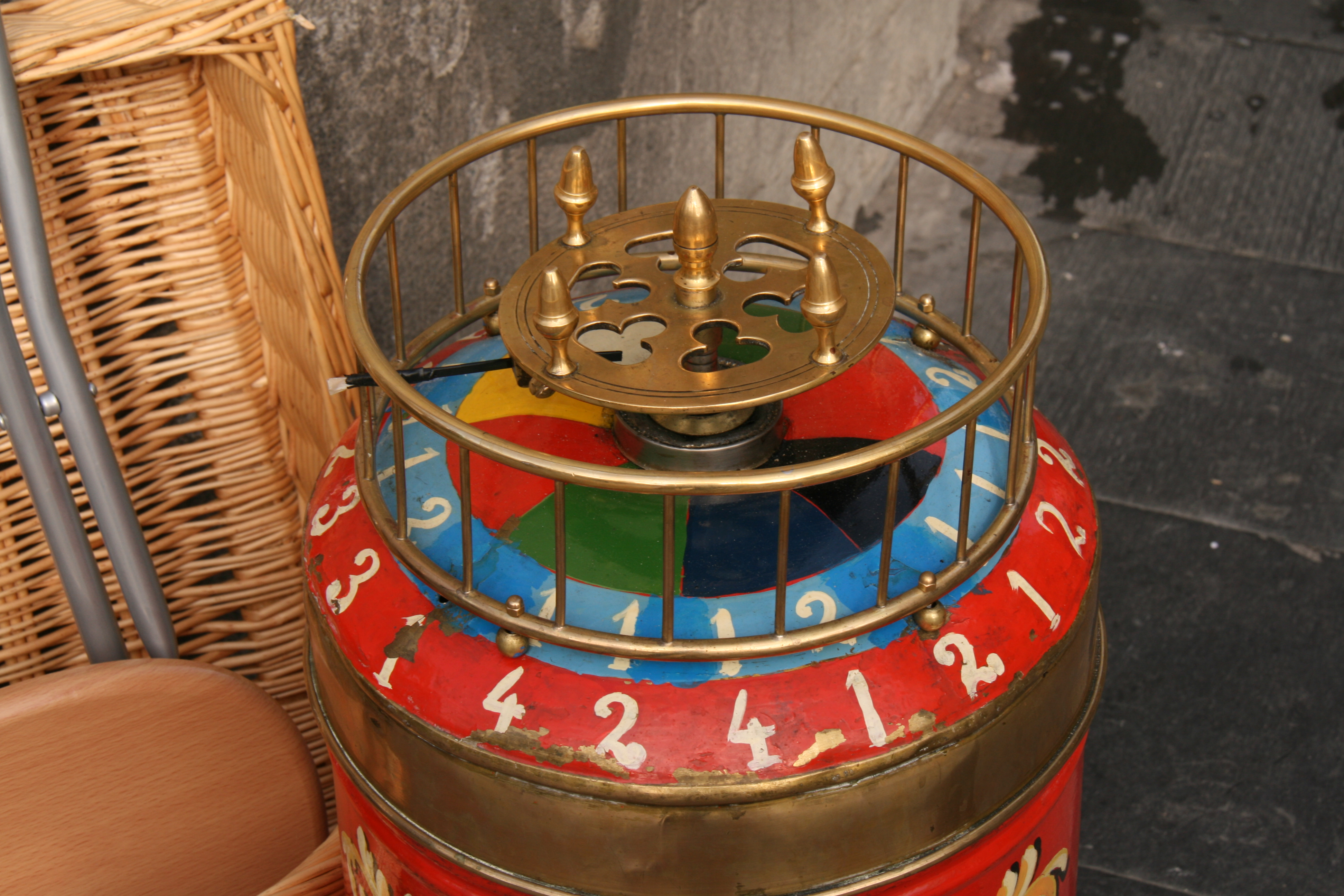
Ruleta de barquillero en la parte superior de la barquillera.

El barquillo es un dulce originario de España que se puede encontrar comúnmente en este país, así como en Hispanoamérica y las Filipinas. Consiste en una lámina delgada de pasta sin levadura hecha con harina, agua y azúcar o miel.
A veces llevan otros ingredientes como: clara de huevo, mantequilla, aceite, canela, coco rallado, piel o esencia de limón o vainilla. Pueden estar parcialmente o totalmente cubiertos de chocolate. También pueden estar rellenos de: nata, dulce de leche, crema o chocolate. Además, pueden estar espolvoreados con virutas de chocolate, azúcar glas o canela.
En Madrid, los barquillos son típicos de las Fiestas de San Isidro Labrador junto con las rosquillas.

## Formas y elaboración
Suele tener forma plana, tubular, de barqueta, de cono o doblados en forma de abanico.
- En su forma plana los barquillos se denominan obleas o galletas.

- Los barquillos en forma de cono se llaman cucuruchos y los barquillos con forma de  cuenco lobulado son llamados tulipas o barquillos de sorbete. Ambos se usan para sostener bolas de helado o yogur helado.

- Si tienen forma de canuto, se llaman o bien simplemente barquillos, o bien cubanitos o cortos según sus dimensiones.[cita requerida] En forma de abanico doblado se llaman barquillos parisien.[cita requerida]

En todas sus formas, los barquillos pueden presentar un relieve impreso en forma de rejilla o ser lisos.
Para obtener las distintas formas del barquillo se pueden alterar las proporciones del azúcar y el agua. Generalmente hablando, a más cantidad de agua, mayor delgadez, y a mayor cantidad de azúcar, mayor flexibilidad durante su elaboración. 
Los barquillos cilíndricos artesanales se fabrican presionando la masa enrollada alrededor de un palo de madera contra la plancha.

## Nombres y variantes
El nombre de «barquillo» podría venir de su forma original, acanalados por el molde convexo usado en su fabricación.
«Barquillero» designa al vendedor callejero de barquillos y a la plancha o molde usado para fabricarlos; «barquillera» designa a las vendedoras de barquillos de género femenino y a la gran lata que portan.
Dulces idénticos o muy similares al barquillo existen en otros países. Entre otros:
- En Colombia[3] y otros países de Hispanoamérica, como Venezuela, México y Costa Rica —en este último país se las conoce como «galletas suizas»—, los barquillos en forma de oblea se preparan en pares: entre las obleas hay un relleno de dulce de leche o arequipe, leche condensada, pepitas de chocolate, coco rallado, dulce de mora, queso, mermelada o mantequilla con azúcar. Son populares y económicas.
- En Chile se preparan barquillos muy finos y sin rellenar a los que se les llama simplemente barquillos y otros más gruesos rellenos con dulce de leche a los que se les conoce popularmente como cuchuflíes.
- En Argentina los barquilleros existieron casi siempre en las playas concurridas como Mar del Plata, y los barquillos eran planos, cuadriculados y de sabor ‘normal’,  con pocas variantes. También en calles, y plazas se venden unos barquillos rellenos de dulce de leche, parecidos a cigarros habanos, llamados cubanitos.
- Los barquillos en Filipinas no tienen el patrón de rejilla de los españoles y son más finos. Están asociados con la ciudad de Iloílo, particularmente con la pastelería Deocampo, que los produce industrialmente desde 1896.  Los barquirones son una variante de barquillos filipinos rellenos con polvorón, cacahuetes, anacardos o nueces pili. Otras variantes de barquillos  contienen ube, pandán o zanahoria; son morados, verdes y naranjas, respectivamente.
- El nombre chino para el barquillo es "蛋卷". Se puede traducir directamente como 'rollo de huevo', aunque en Occidente se suele llamar con ese nombre a otro plato. En Hong Kong, están hechos con harina de trigo, mantequilla, huevo, azúcar y extracto de vainilla.
- La ferratella italiana.
- Pirouettes francesas.
- El parizske pecivo checoslovaco.
- El krumkake y el goro en Noruega.
- La oblea conocida como wafle en Polonia.
- En inglés los barquillos tienen varios nombres: biscuit roll, cookie roll, crispy biscuit roll, egg roll, crisp biscuit roll, o love letter.

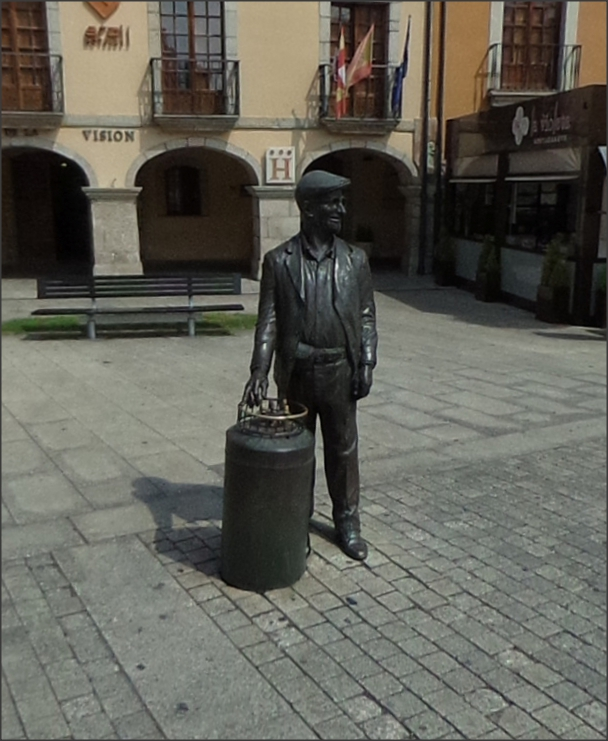
Estatua a Pepe Cortés el barquillero en Ponferrada.

## Historia
Las obleas tienen una larga historia. A comienzos del cristianismo se utilizaban obleas finas como pan para la eucaristía. Eran elaboradas en los monasterios y abadías. Probablemente, su evolución a dulce gastronómico se deba al refinamiento de los religiosos.  Con el tiempo surgió la figura del especialista barquillero, que confeccionaba la pasta y daba forma al barquillo.
Según la documentación existente se cree que el barquillo empezó a fabricarse alrededor del siglo IX. En un primer momento se vendía a la puerta de las iglesias, haciéndose allí mismo en hornos portátiles de carbón.
En la Edad Media, los barquillos estaban muy extendidos y formaban parte de la dieta de la nobleza. También se vendían por la calle.[cita requerida]
Los primeros utensilios para fabricar barquillos que se conservan datan de 1440. Se cree que estos instrumentos pudieron pertenecer a Juan II de Navarra y Aragón, ya que llevan grabados los escudos heráldicos de la casa real de Aragón. 
Durante la época imperial, se introdujo en la América hispana y las islas Filipinas, siendo hoy en día muy popular en España, en Hispanoamérica y en el sudeste asiático.
En la actualidad, es un dulce que se suele ofrecer tradicionalmente por barquilleros en las calles de Madrid, así como en algunos municipios de la provincia de Ciudad Real.

## Galería

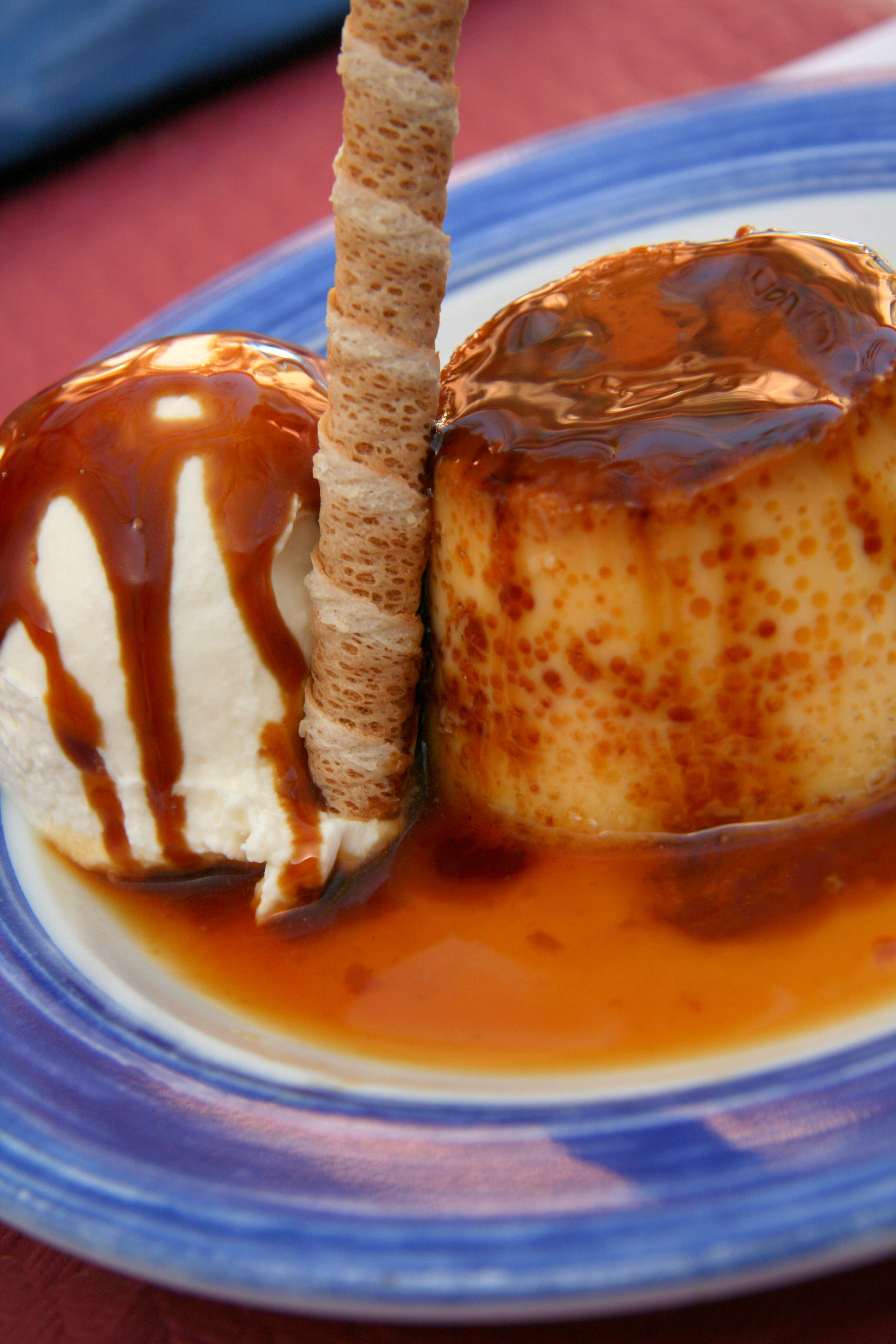
Flan y helado con barquillo.
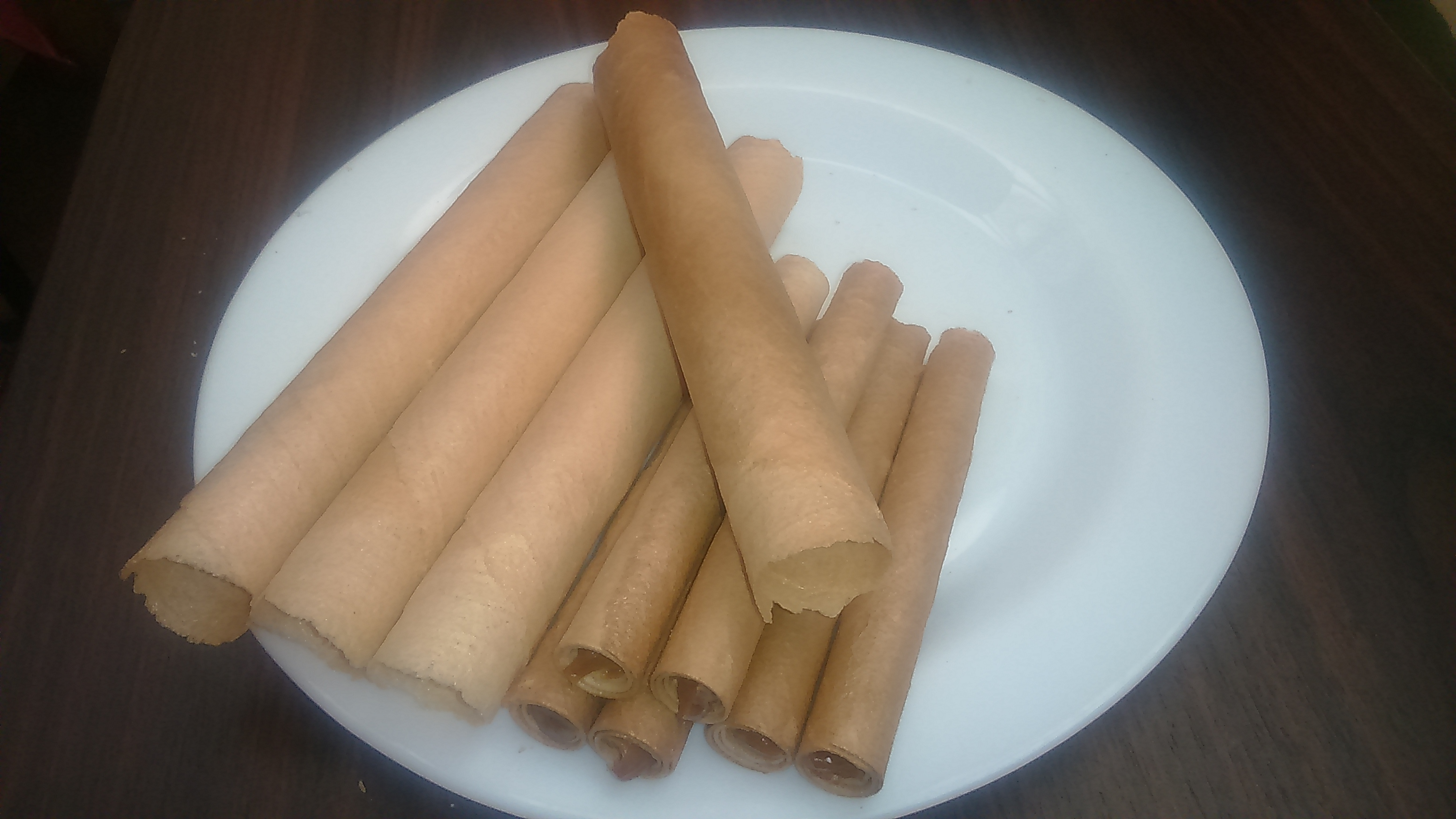
Cuchuflís.
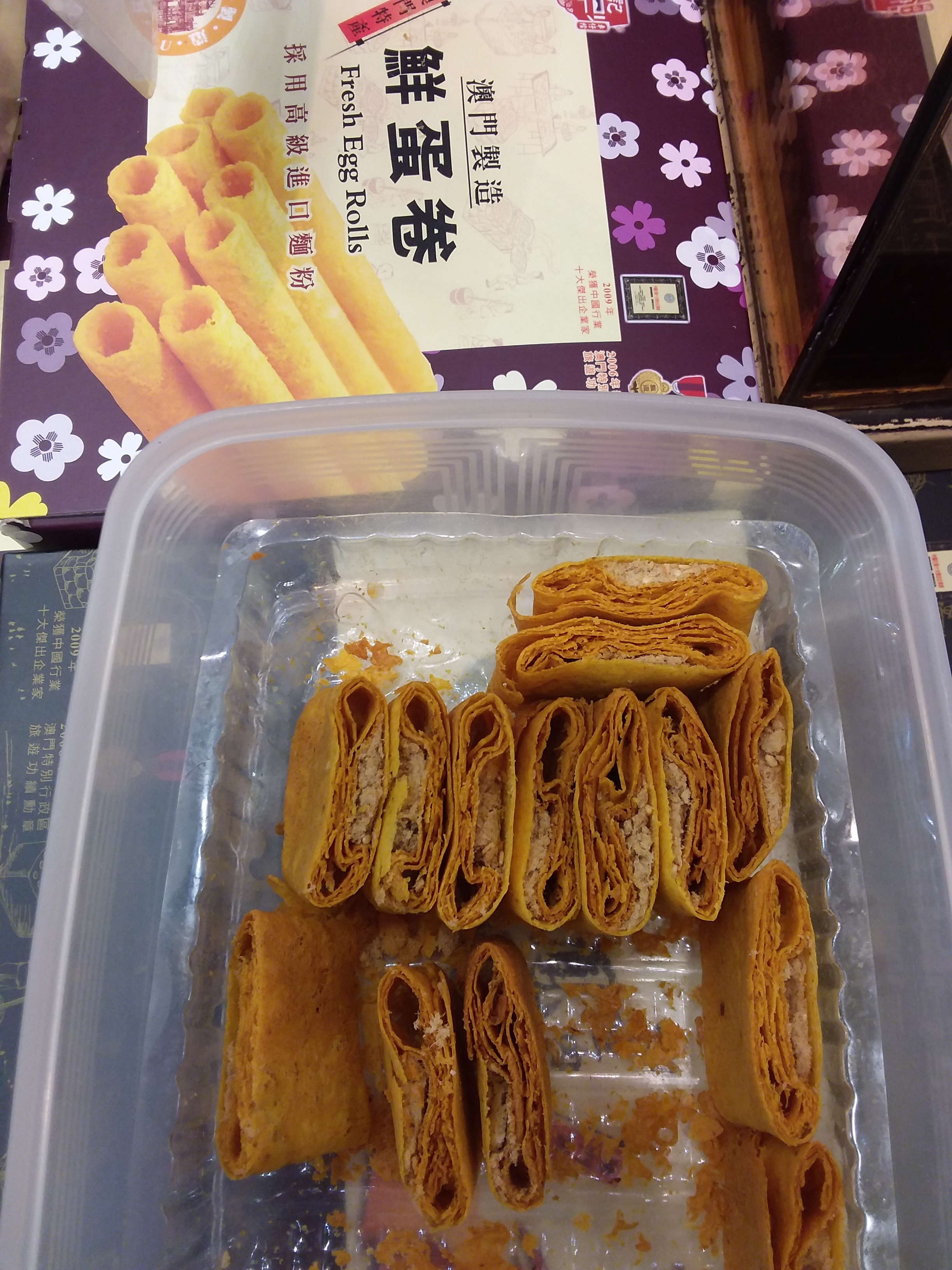
蛋卷 ('rollo de huevo') en Macao.
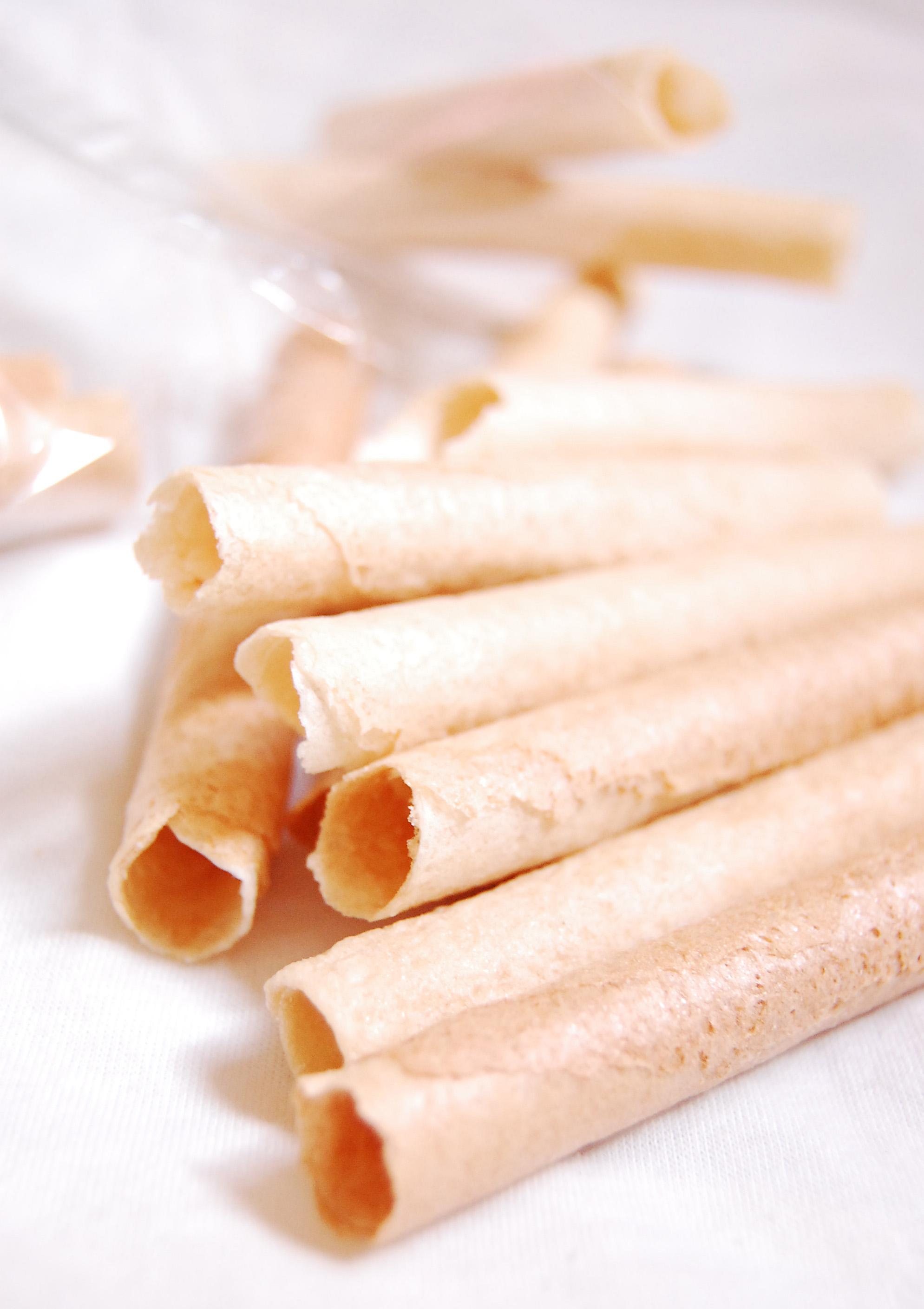
Barquillos filipinos.
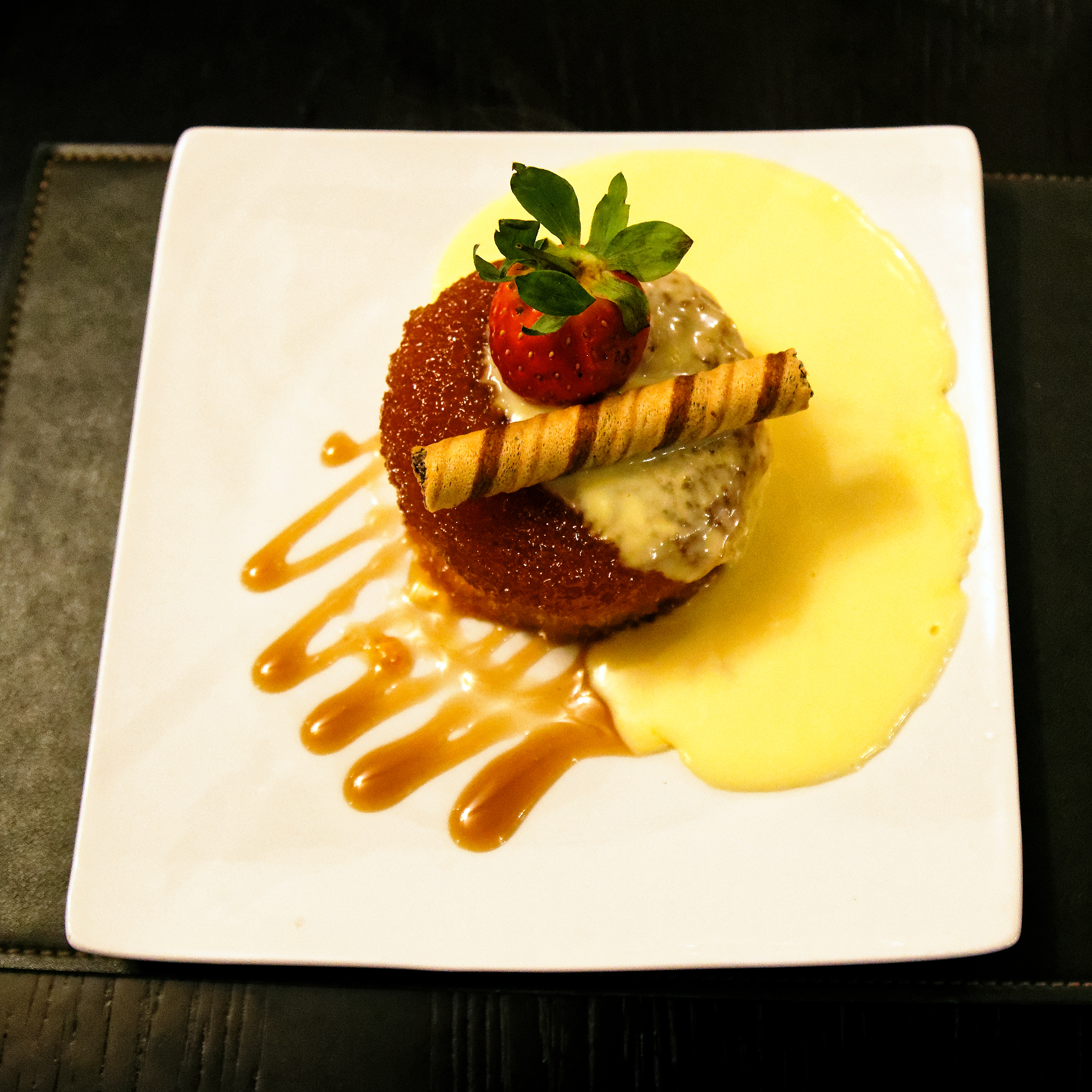
Un 'bizcochuelo' (Sponge pudding) con sirope y natillas adornado con un barquillo relleno.
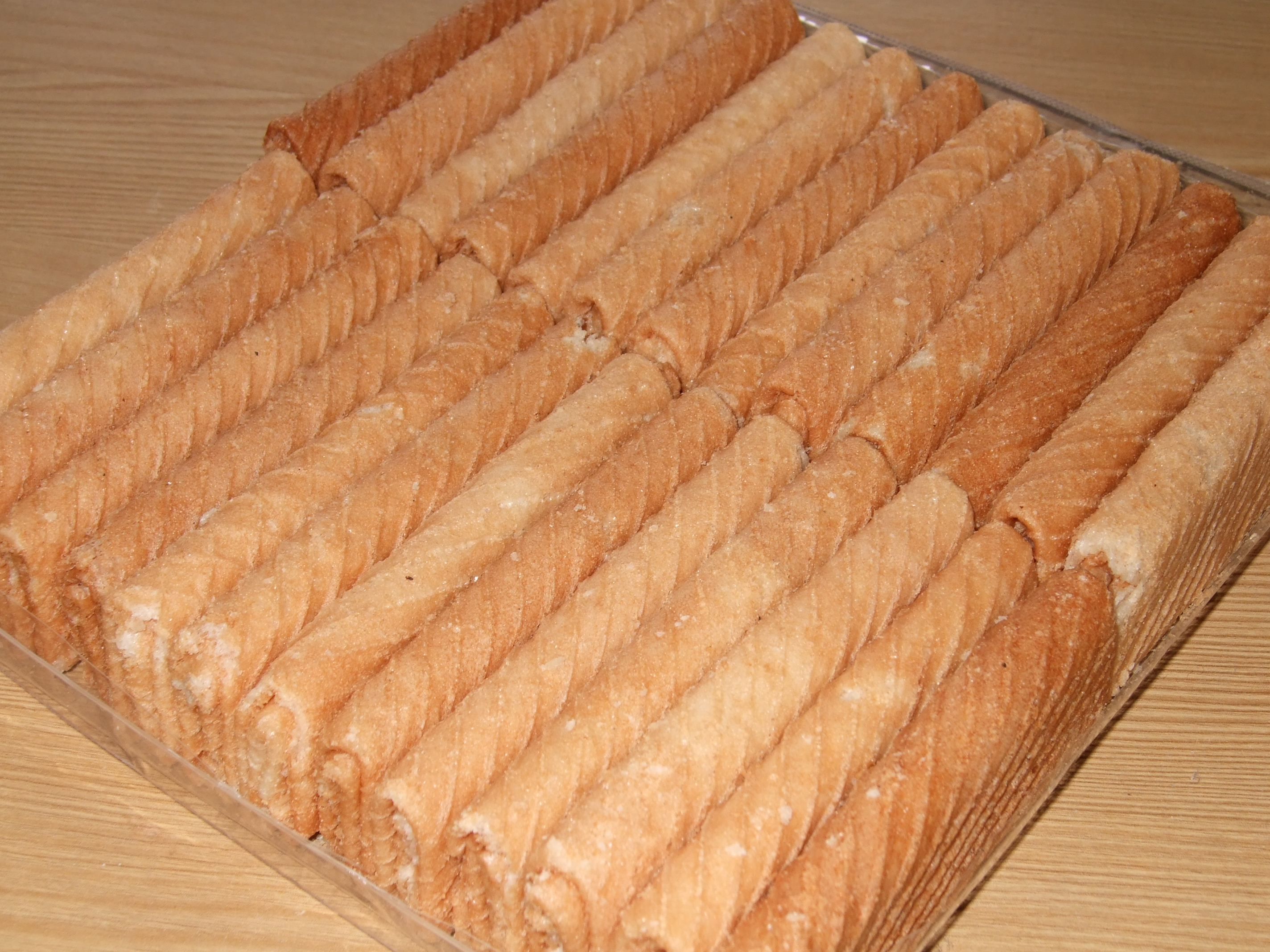
Kue semprong ('galleta chimenea') del Sudeste Asiático.
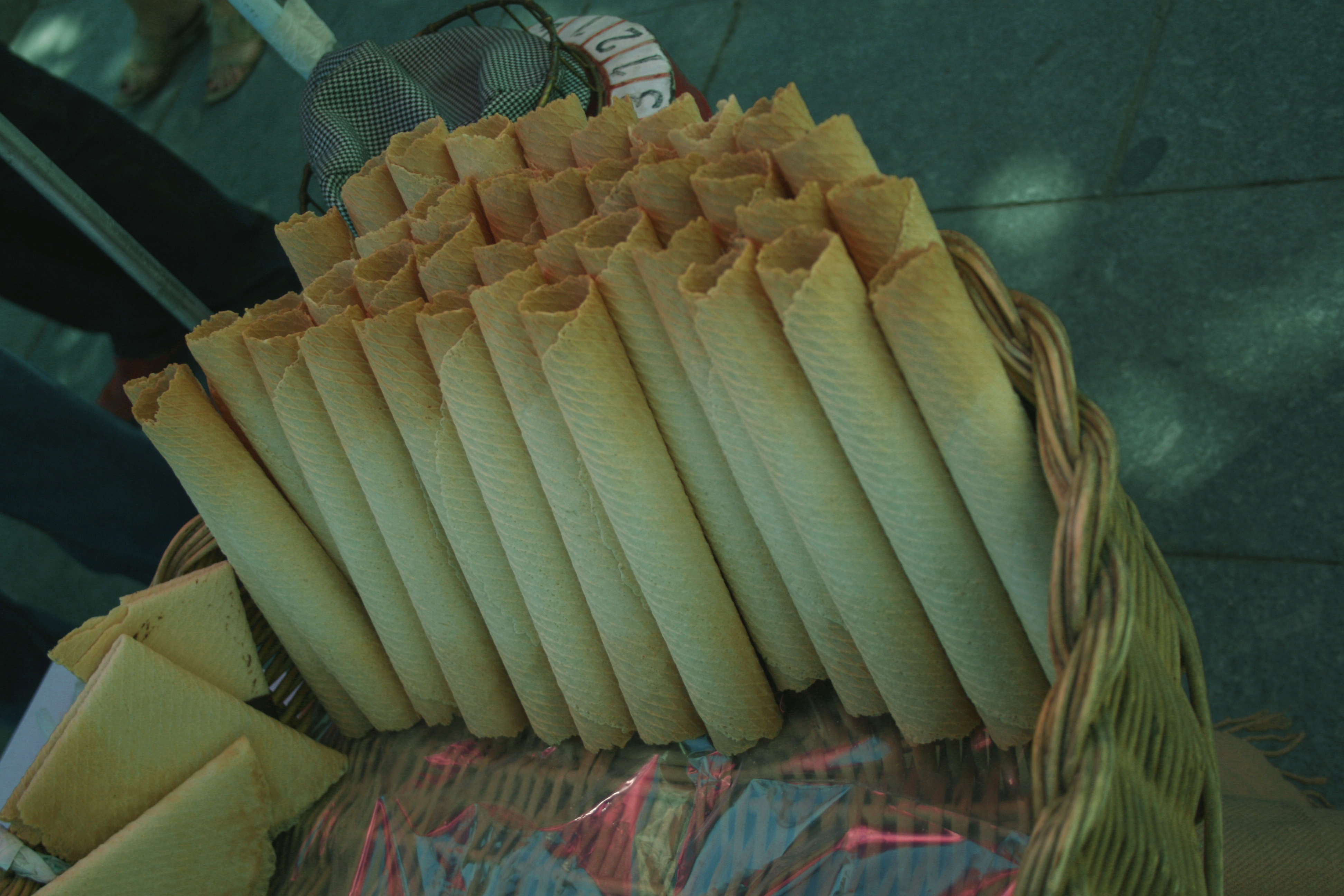
Barquillos madrileños.